# Sustainable Energy for All

Damilola Ogunbiyi

Sustainable Energy for All (SEforALL, dt. Nachhaltige Energie für alle) entstand aus einer globale Initiative des Generalsekretärs der Vereinten Nationen, Ban Ki-moon, die das Ziel hat den Zugang zu Energieversorgung zu verbessern, Energieeffizienz zu steigern und den Anteil von Erneuerbaren Energien am weltweiten Energiemix zu erhöhen. Die Initiative wurde im Rahmen des Internationalen Jahres der Nachhaltigen Energie für Alle durch einen Beschluss der UN-Vollversammlung im Dezember 2010 gegründet.
Sustainable Energy for All ist eine internationale Organisation mit Hauptsitz in Wien. SEforALL wird seit 2020 von Damilola Ogunbiyi geleitet. Sie ist gleichzeitig Sonderbeauftragte des Generalsekretärs der Vereinten Nationen und Vorsitzende von UN-Energy.

## Hintergrund

SDG 7: Effiziente und nachhaltige Energieversorgung

Mit der Resolution 65/151 der UN-Vollversammlung, welche am 20. Dezember 2010 verabschiedet wurde, wurde das Jahr 2012 als das Internationale Jahr der Nachhaltigen Energie für Alle ernannt. Mit diesem sollte auf die Bedeutung der Energieversorgung für die Wirtschaftsförderung und die globale Erwärmung hingewiesen werden. Zudem wurde auf diese Weise anerkannt, dass Energie eine wesentliche Rolle auf dem Weg zur Erreichung der Millennium-Entwicklungsziele – welche selbst keinen Bezug zur Energieversorgung nehmen – spielt.

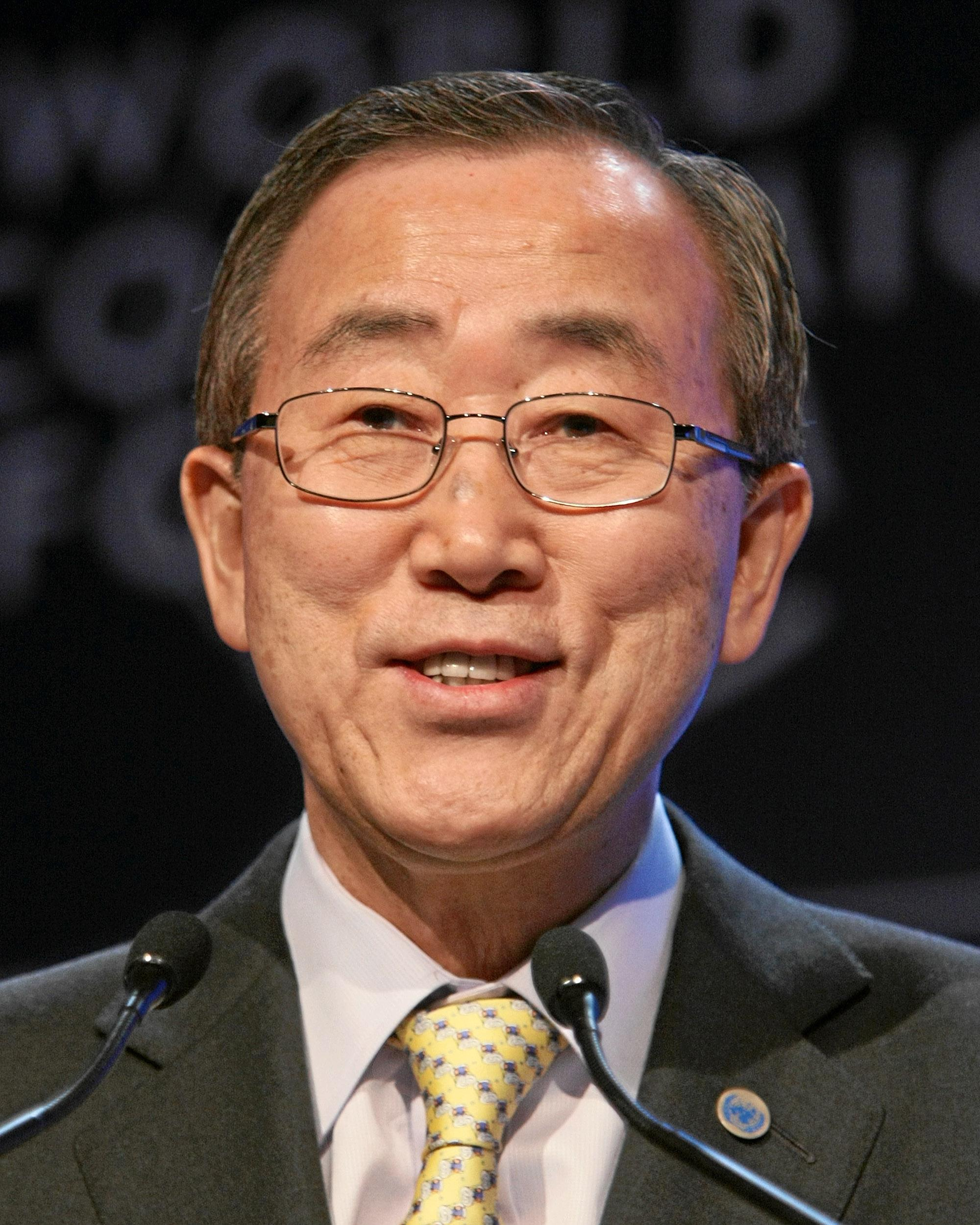
UN-Generalsekretär Ban Ki-moon

Ban Ki-moon erklärte nachhaltige Energieversorgung zu einer seiner fünf Prioritäten während seiner zweiten Amtszeit. Im Juni 2009 gründete er die Beratergruppe des Generalsekretärs für Energie und Klimawandel (AGECC), welche ihren ersten Report am 28. April 2010 veröffentlichte. Die Empfehlungen dieses Reports bilden die Grundlage für die Gründung der Sustainable Energy for All-Initiative im Jahr 2011.

## Ziele
Die Sustainable Energy for All arbeitet in Partnerschaft mit den Vereinigten Nationen, Regierungen, dem Privatsektor und NGOs an der Erreichung des Ziels für nachhaltige Entwicklung 7 (Energie) bis 2030 sowie des Weltklimavertrages von Paris, welches die Begrenzung der menschengemachten globalen Erwärmung auf deutlich unter 2 °C gegenüber vorindustriellen Werten vorsieht.
- Ermöglichen des Zugangs zu moderner Energieversorgung für alle
- Verdopplung der Verbesserungsrate bei der Energieeffizienz
- Verdopplung des Anteils erneuerbarer Energien am Energiemix